# Konrad Bänninger
Konrad Bänninger (* 15. September 1890 in Zürich; † 25. August 1981 in Bülach) war ein Schweizer Schriftsteller, Lyriker und Essayist.

## Leben und Werk
Konrad Bänninger war das dritte von sieben Kindern und wuchs im Zürcher Kreis 7 auf. Seine Schwester Maria war später mit seinem Schriftstellerkollegen Lothar Kempter verheiratet. Sein älterer Bruder Walter war ein begabter Maler und Graphiker, sein jüngerer Bruder Hans begann eine Laufbahn als Schauspieler, wechselte jedoch bald als Regisseur zu Radio Zürich.
Dem Lehrerseminar in Küsnacht folgte ein Sanskrit-Studium an der Universität Zürich. Anschliessend wirkte er als Lehrer in Uster. Während des Ersten Weltkrieges wurde Bänninger als Grenzsoldat eingezogen. Ab 1925 lebte er als freier Schriftsteller in Zürich mit Aufenthalten in Wien und Schottland. Sein lyrisches Schaffen und seine philosophischen und literarischen Essays fanden rasch grosse Beachtung.
1917 erschien sein Erstlingswerk Stille Soldaten und hatte einiges Aufsehen erregt. Weitere Gedichtbände folgten. Das rechte Leben (1923), von ihm selber als eines seiner wichtigsten Werke bezeichnet, wurde seiner verschlüsselten Aussagen wegen wenig verstanden.

Zur damaligen Kulturszene gehörten auch seine beiden Brüder. Die Begegnung mit dem frühverstorbenen Lyriker Karl Stamm, einem Schulkameraden aus den Jahren am Seminar Küsnacht, wie auch die Freundschaften mit dem Bildhauer Eduard Bick und dem Grafiker und Maler Fritz Pauli, waren von grosser Bedeutung. Prosa-Arbeiten entstanden. Über das Essaybuch Geist des Werdens (1932) äusserte sich Albin Zollinger:
«Diese Philosophie eines Dichters ermangelt der Stetigkeit des Systems; seine Richtigkeit ist visionärer Art, in den äussersten Formulierungen riskiert, aber nachtwandlerisch unfehlbar, darf man wohl sagen. Seine intuitive Ratio bewegt sich weniger in der Linie als im Raum, man blickt auf eine dreidimensionale Gedanklichkeit mit vielen scheinbar zufälligen Triangulationspunkten, an denen man das Unsichtbare ‹alles Übrigen› aufgehängt weiss. Bänninger ist, auch als Dichter, auch als Mensch, der Typus einer hintergründigen Erscheinung. Wie sein Fridericus-Auge, blitzt auch sein Wort von Geheimnis, immanentem Symbol. Seine weiträumige Bedeutung bezieht es von umfassender Schau. Wer die Welt besitzt, äussert nichts über sie, ohne in nuce alles von ihr zu sagen...»
So war Bänninger im Kleinsten mit dem Grössten verbunden und umgekehrt. Sein Aufsatz mit dem Titel: «Was sind Weltmächte? – Ein Beitrag zur Sprachkritik» (Die Zeit, 1936) schliesst mit den Worten:
«... Dieses aber sehen wir, dass es Wesen gibt, und wir ahnen Wesenheiten, die aus dunklen und hellen Farben der Blumen und aller Geschöpfe leuchten. Wahr und fasslich ist diese Verschiedenheit und Trennung aller Wesen, und ewig alt der Versuch, diesen Widerstreit auszugleichen und zu verstehen. Von Wesen zu Wesen scheint dann aber Hass und Liebe gleich schwer zu begreifen.»
Der Kenner der altindischen Philosophie, der Leser von Eckhart und Angelus Silesius, der älteren und neueren Literatur, der Kämpfer für am Rande stehende Zeitgenossen heiratete 1934, nach zehn freien Schriftstellerjahren, die 21-jährige Helma an Haack aus Wuppertal. Zwischen 1935 und 1947 kamen fünf Kinder zur Welt. Bänninger nahm seinen Brotberuf als Sekundarlehrer wieder auf, den er nicht leichten Herzens, jedoch voller Verantwortlichkeit ausübte.
Auch in dieser Zeit widmete er sich seinen Studien. Nach 1945 zog er sich immer mehr aus dem öffentlichen Literaturbetrieb zurück. Jedoch erschienen weiter zahlreiche seiner Essays, vorab im Feuilleton der Neuen Zürcher Zeitung.
Während 20 Jahren an einem, wie er selbst sagte, merkwürdigen Buch über Das Rätsel der Gewalt arbeitend, wurde er im Lauf seines langen Lebens allmählich von einsamer Trauer, Zorn und Schmerz ergriffen: Nicht die leiseste Existenz irgendeines Lebens ist ohne Gewalt möglich. Nur Liebe in ihrer absichtslosen, schöpferischen Form würde in dieser Welt der Vernichtung noch einen Sinn ausmachen. Eine Welt, die für Konrad Bänninger vom kleinsten Stein bis zum fernsten Stern reicht. Seine späteren Gedichte, welche es noch zu entdecken gilt, zeugen von dieser Sehweise.

## Gedichte aus dem Nachlass
| Im leeren Fenster spiegelt der Mond und Mücken tanzen im Abend vor deiner Kammer. Vergessen du Bild der Helle aller Wesen, die leise Klarheit deiner Dämmeraugen – noch eh der Mond sich füllt, noch eh am Baum die Tulpen blühn, die rot und blass gestreiften. Klein ist Menschenmass und Tier und jedes sinkt, verspielt, aufs karge Lager in den Schatten. | Du Seele meiner Tage, noch aber will allein ich deiner warten am weissen Zaun, ob noch dein schimmernd Bild erscheint dem fern, dem schweigend erquickten Freund, der nichts gewinnt, als was ein müder Stern dem Wanderer sendet. | Sternkunde Nun aber ist das Eine wahr: es geht der fernste Stern vorbei und ist allein und ohne Freund – da ist kein Licht, das hilft, wohin er geht, als seins – und da ist nichts als Nacht zu seiner Ruh, und wem er leuchte, weiss er nicht. |

## Veröffentlichungen
- Stille Soldaten. Gedichte. Rascher, Zürich 1917
- Weltgarten. Gedichte. Rascher, Zürich 1918
- Das rechte Leben. Gedichte. Rascher, Zürich 1921
- Worte der Seele. Gedichte. Rascher, Zürich 1923
- Wanderrune. Gedichte. Rascher, Zürich 1932
- Geist des Werdens. Umrisse, Aufzeichnungen. Rascher, Zürich 1932
- Nimmer vergeht der Mensch. Neue Gedichte. Oprecht, Zürich 1938
- Kleine Philosophie des Schrifttums. Paul Haupt, Bern 1940
- Zwischen Denken und Handeln. Neue Umrisse und Aufzeichnungen. Paul Haupt, Bern 1940
- Die vier Brüder. Märchendichtungen. Oprecht, Zürich 1943
- Lyrische Blätter. Schweizerischer Schriftsteller-Verein 1945
- Das Korn. Gedichte. Tschudy, St. Gallen 1950
- Schweizer Ballade. Neujahrsblatt Zürcher Unterland 1956